# الون هاريل
الون هاريل (بالعبرية: אלון הראל‏) هو فيلسوف إسرائيلي، ولد في 1957.